# Agencia Árabe Siria de Noticias
La Agencia Árabe Siria de Noticias (en árabe: الوكالة العربية السورية للأنباء‎; conocida por la sigla SANA, en inglés: Syrian Arab News Agency)  es la agencia nacional y oficial del Estado Sirio. Fue fundada en 1965 y está vinculada al Ministerio de Información del estado del medio oriente, con sede en la ciudad de Damasco.

## Cobertura
SANA da cobertura a todas las actividades nacionales sirias, árabes e internacionales en un marco noticioso basado en dar a conocer los hechos y ser equilibrado en la cobertura informativa, así también implementar las tecnologías modernas de la información que ayudan al funcionamiento de las agencias de noticias. Cuenta con personal activo en la sede central, así como también con corresponsales en todos los ministerios e instituciones estatales sirias, y en oficinas internacionales de la agencia ubicadas en Beirut, París, Moscú, Jordania, Teherán, Kuwait, Egipto, Libia, Turquía y Roma, incluyendo además la presencia de unos 43 corresponsales en los demás países árabes y extranjeros en todas partes del mundo.

## Los servicios de la agencia
SANA emite diariamente más de 500 noticias en idioma árabe, además de boletines en inglés, francés, español y turco, así como distribuye más de 150 imágenes fotográficas a diario.

## Portal electrónico y servicios
El portal electrónico de la agencia presta servicios mediáticos, políticos, económicos, culturales y variados en los idiomas árabe, inglés, francés, español y turco además de servicios en imágenes. Este portal es considerado uno de los sitios informativos pioneros en Siria al que se dedica un personal especializado de periodistas y técnicos que siguen las labores de redacción, publicación y gestión durante 24 horas al día.
El portal presta también el servicio de noticias urgentes y noticieros variados a los suscriptos por medio del correo electrónico.
SANA publica también boletines especializados en los campos de la economía, la cultura, el deporte, el medio ambiente, la salud y otros temas.
La agencia presta los servicio de multimedia a través de los mensajes electrónicos SMS y MMS.
La agencia emite sus servicios noticiosos, a nivel interno, por medio del internet o por circuitos arrendados, mientras que a nivel externo emite a través de la Agencia Francesa de Prensa, la emisión satelital o a través de las suscripciones a los servicios de intercambio de archivos FTP, además de las suscripciones por internet.

## Convenios y Noticias
SANA mantiene convenios bilaterales con todas las agencias árabes y numerosas agencias noticiosas islámicas e internacionales.
La Agencia Árabe Siria de Noticias (SANA) es miembro fundador de varios organismos mediáticos internacionales como la Federación de Agencias Árabes de Noticias, la Liga de Agencias de la Cuenca del Mediterráneo y la Organización de las Agencias del Sudeste Asiático.
Finalmente queda por destacar que Sana edifica su política informativa en base de las posturas y constantes nacionales de nuestro país así como de su respaldo a las causas árabe-islámicas, y también en base del derecho y la justicia internacionales, teniendo como meta final resaltar la imagen de la civilización, cultura nacional y humana de Siria.

## Organización
La dirección de la agencia la asume el Consejo Directivo
El director general – Jefe de Redacción, asistentes del director general, directores de las Direcciones, departamentos y Despachos

## Organigrama de la Agencia
- Director general
- Depto. de Redacción
- Depto. de Asuntos Administrativos
- Depto. de Servicios Técnicos
- Depto. de Asuntos Financieros
- Depto. de Supervisión Interna
- El Dpto. de Planificación y Estadística
- Dpto. de Capacitación y Entrenamiento
- Dpto. de Relaciones Públicas

## Directores generales de SANA
- Fawaz Jundi (1965–1966)

- Hussein al-Awdat (1966–1971)

- Marwan al-Hamwi (1971–1975)

- Dr. Saber Falhout (1975–1991)

- Dr. Fayez al-Sayegh (1991–2000)

- Ali Abdul Karim (2000–2002)

- Ghazi al-Zeeb (2002–2004)

- Dr. Adnan Mahmoud (2004–2011)

- Ahmad Dawa (2011–2017)

- Abderrahim Ahmed (2017–2021)

- Iyad Wannous (2021–2024)

## Durante la guerra civil siria
Durante los eventos de guerra civil siria, la agencia es el portavoz y medio de información oficial del gobierno de Bashar al-Asad, y por ende, la defensa mediática del bando leal dentro como fuera de sus fronteras.

## Caída de la dinastía Ásad
El 9 de diciembre de 2024, tras la Caída de la dinastía Ásad, SANA cambio su logotipo con las tres estrellas rojas de la bandera de la oposición siria. 